# Ça, c'est vraiment toi
Pour plus de détails, voir Fiche technique et Distribution.
Ça, c'est vraiment toi est un film français réalisé par Claire Simon et sorti en 2000.

## Synopsis
Ayant achevé ses études de sciences politiques, Antoine est à la recherche d'un emploi au Parlement européen. Il se rend à Strasbourg à l'occasion de la session parlementaire.

## Fiche technique
- Titre : Ça, c'est vraiment toi
- Réalisation : Claire Simon
- Scénario : Jean-François Goyet et Claire Simon
- Photographie : Katell Djian
- Son : Olivier Schwob - Jean-Pierre Laforce (mixage)
- Musique : Chucho Valdés
- Montage : Catherine Zins
- Production : Agat Films & Cie
- Pays d'origine :  France
- Durée : 116 minutes
- Date de sortie : France - novembre 2000 (présentation au Festival du film de Belfort - Entrevues)

## Distribution
- Stéphanie Pasquet
- Sophie Rodrigues
- Marie Eléonore Pourtois
- Claire Delaporte
- Marika Peyronne
- Alexandre Zloto
- Ismael Ruggiero
- Sébastien Bravard
- Olivier Constant
- Thomas Nedelkovitch
- Yann Policar
- Jean-Henri Roger
- Manon Garcia
- Claude Michel
- Pierre Berriau
- Aline Pailler
- Daniel Cohn-Bendit
- Luciana Castellina

## Distinctions
- Grand prix du long métrage français au Festival du film de Belfort - Entrevues 2000[1]